# Guglielma
Guglielma  è un nome proprio di persona italiano femminile.

## Varianti
- Maschili: Guglielmo[1], Vilelma, Villelma
- Femminili
  - Alterati: Guglielmina[1], Vilelmina, Villelmina, Villermina
  - Ipocoristici: Mina[1], Gelma, Gelmina, Gilma, Mema, Memma, Wilma, Zelma, Zelmina

### Varianti in altre lingue
- Finlandese: Vilhelmiina[2], Vilhelmina[2]
- Inglese: Wilhelmina[2]
  - Ipocoristici: Minnie[2]
- Lituano: Vilhelmina[2]
- Olandese: Wilhelmina[2]
- Polacco: Wilhelmina[2]
- Svedese: Vilhelmina[2]
- Tedesco: Wilhelmina[2], Wilhelmine[2]
  - Ipocoristici: Helmine[2]

## Origine e diffusione
Si tratta della forma femminile di Guglielmo, nome di origine germanica composto dai termini wil ("volontà", "desiderio") e helm ("elmo", "protezione").
Il nome è diffuso soprattutto nella forma diminutiva "Guglielmina", con relative varianti in altre lingue, nonché con una certa quantità di forme abbreviate capeggiate da Wilma e Mina.

## Onomastico
L'onomastico viene festeggiato generalmente lo stesso giorno del maschile Guglielmo; alcune sante hanno comunque portato questo nome: Emilia Maria Guglielma de Rodat, fondatrice delle Suore della Sacra Famiglia, ricordata il 19 settembre, e Guglielma o Guglielmina, una santa semi-leggendaria il cui culto è accentrato a Brunate e a Morbegno.

## Persone
- Guglielma la Boema, mistica italiana

### Variante Guglielmina

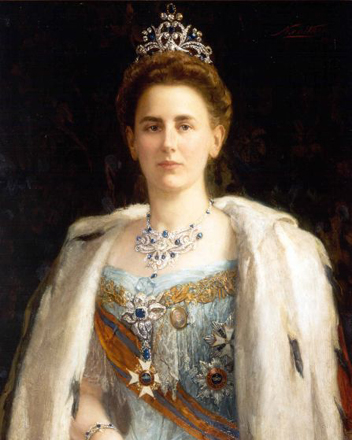
Guglielmina dei Paesi Bassi

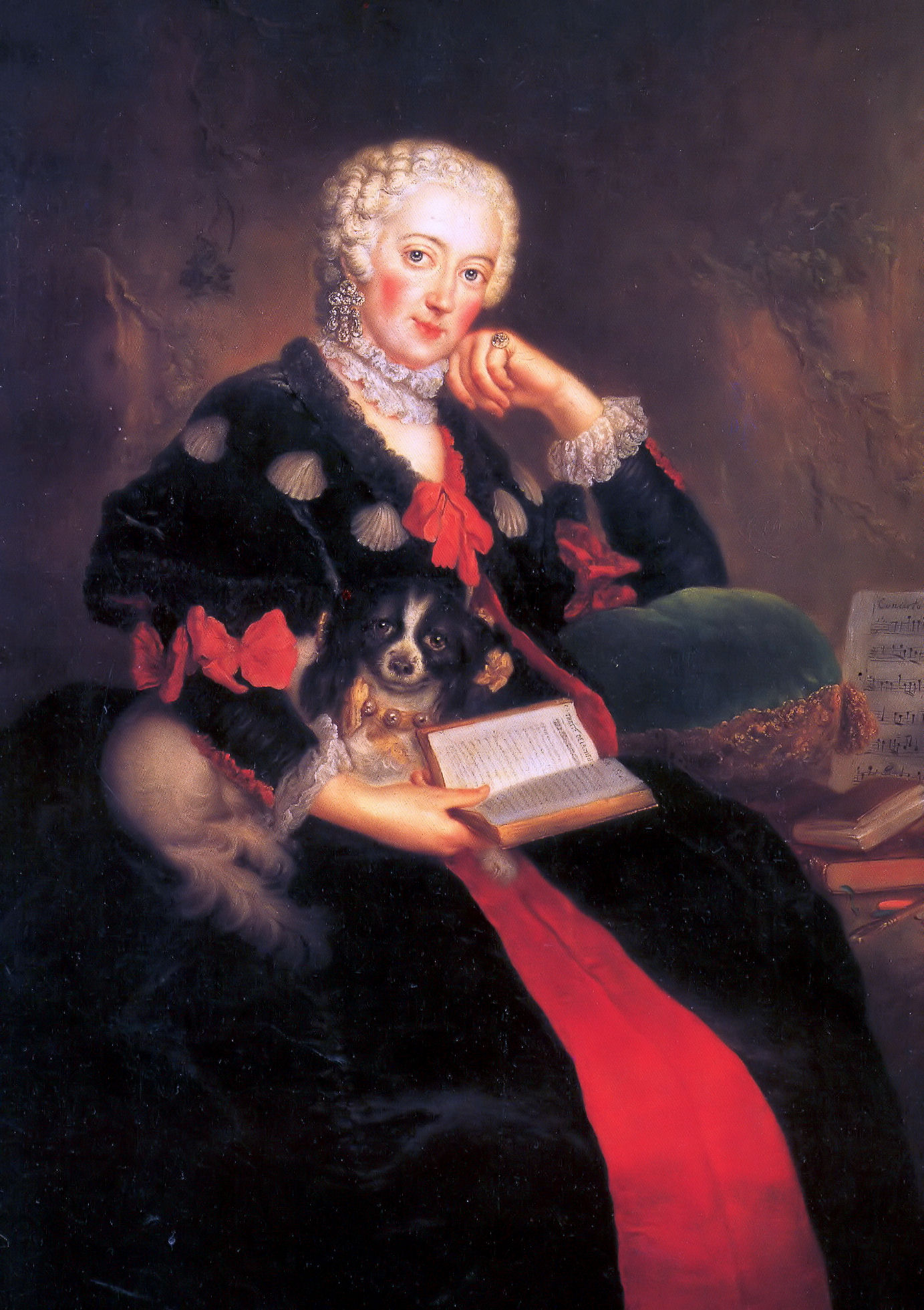
Guglielmina di Prussia

- Guglielmina Luisa di Anhalt-Bernburg, nobile dell'Anhalt-Bernburg e principessa di Prussia
- Guglielmina d'Assia-Darmstadt, principessa d'Assia-Darmstadt, e granduchessa di Russia
- Guglielmina d'Assia-Kassel, principessa di Assia-Kassel e principessa di Prussia
- Guglielmina di Baden, granduchessa d'Assia e del Reno
- Guglielmina Carolina di Danimarca, principessa danese
- Guglielmina Ernestina di Danimarca, principessa di Danimarca e di Norvegia, ed elettrice del Palatinato
- Guglielmina Maria di Danimarca, figlia di Federico VI di Danimarca
- Guglielmina di Dörnberg, nobildonna prussiana
- Guglielmina dei Paesi Bassi, principessa di Orange-Nassau e regina dei Paesi Bassi
- Guglielmina di Prussia (1709-1758), figlia di Federico Guglielmo I di Prussia
- Guglielmina di Prussia (1751-1820), figlia di Augusto Guglielmo di Prussia
- Guglielmina di Prussia (1774-1837), regina consorte dei Paesi Bassi
- Guglielmina di Sagan, nobile tedesca
- Guglielmina Cristiana di Sassonia-Weimar, nobile tedesca
- Guglielmina Federica di Württemberg, figlia di Ludovico Eugenio di Württemberg
- Guglielmina Ronconi, insegnante e pedagoga italiana
- Guglielmina Setti, critica cinematografica italiana

### Variante Wilhelmina

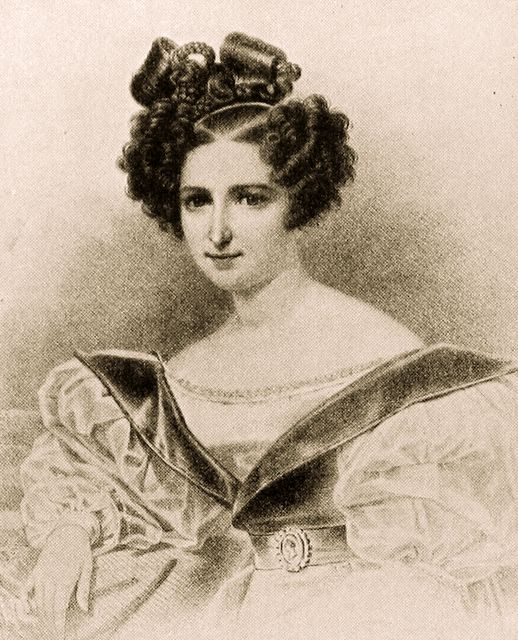
Wilhelmine Schröder-Devrient

- Wilhelmina Cooper, modella statunitense
- Wilhelmina Drucker, attivista olandese
- Wilhelmina von Bremen, atleta statunitense

### Variante Wilhelmine
- Wilhelmine Bonzel, religiosa tedesca
- Wilhelmine Schröder-Devrient, soprano tedesco
- Wilhelmine von Hillern, attrice e scrittrice tedesca

## Il nome nelle arti
- Wilhelmina Slater è un personaggio della serie televisiva Ugly Betty.